# Энгельберт II (граф Марка)

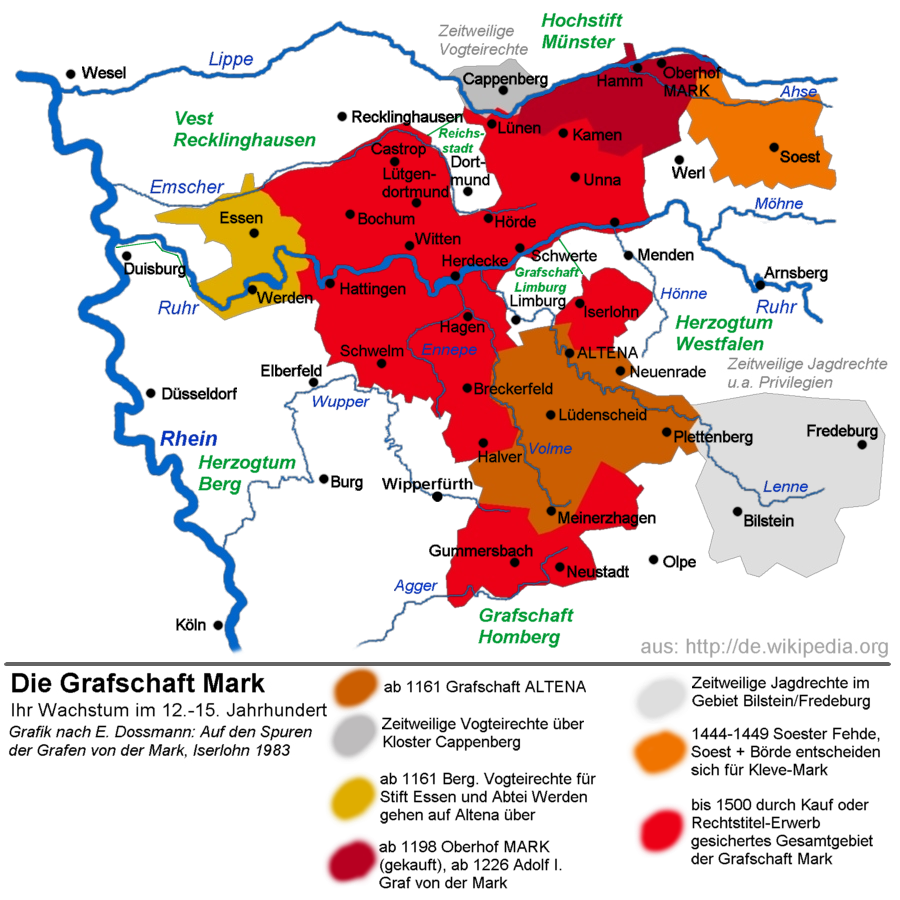
Расширение графства Марк в XII-XV вв.

Энгельберт II  (нем. Engelbert II von der Mark; ум. 18 июля 1328) — граф Марка и Аренберга. Сын и наследник Эберхарда II фон дер Марка и его жены Ирмгарды фон Берг.

## Биография
В 1299 году, после смерти тестя, Энгельберт наследует графство Аренберг (Аремберг). После смерти отца в 1308 году стал графом Марка. Пытаясь утвердить независимость своих владений, вступил в конфликт в епископом Мюнстера Людвигом II и архиепископом Кёльна Генрихом II фон Фирнебургом. При попытке занять Хамм в 1323 году Людвиг II попал в плен к Энгельберту и был отпущен за большой выкуп — 5000 серебряных марок.
В борьбе претендентов на немецкий трон Энгельберт II сначала поддерживал Фридриха Габсбургского, затем — его противника Людвига IV Баварского.

## Семья
25 января 1299 Энгельберт женился на Мехтильде фон Аренберг (ум. 18.03.1328), дочери графа Иоганна фон Аренберга и Катерины Юлихской. У них было 8 детей:
- Адольф II (ум. 1347) — граф Марка
- Энгельберт III фон дер Марк (ум. 1368) — архиепископ Кёльна
- Эберхард I фон Марк-Аренберг (ум. 1387) — граф Аренберга
- Матильда
- Ирмгарда (ум. 1360)
- Катерина (ум. 1360)
- Маргарита
- Рихардис